# Деви-махатмья

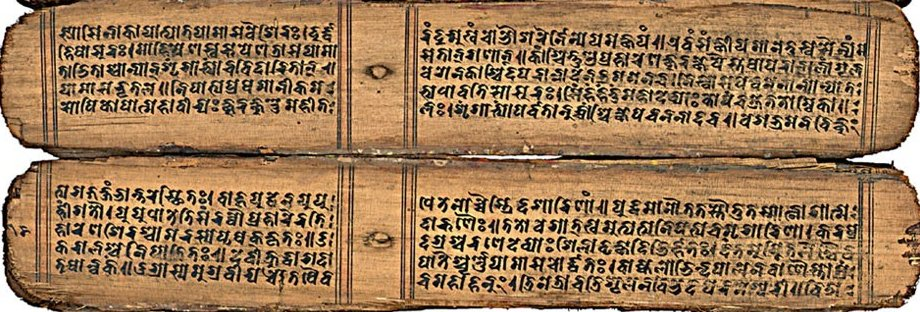
Древнейший сохранившийся манускрипт «Деви-махатмьи». Написан на пальмовых листьях письмом бхуджимол. Бихар или Непал, XI век.

«Де́ви-маха́тмья», или «Де́ви-маха́тмьям» (санскр. देवीमाहात्म्यम्, IAST: devīmāhātmyam, «Прославление Деви»), — индуистский текст, самый важный и священный текст шактизма, играющий центральную роль в ритуальных практиках этой традиции. Описывает победу богини Дурги (Деви) над демоном-асуром Махиша. «Деви-махатмья» является частью «Маркандея-пураны» и датируется учёными V веком до н. э. Авторство текста индуистская традиция приписывает ведийскому мудрецу Маркандее. Состоит из 13 глав и 700 стихов. Эту поэму ежедневно читают в храмах богини Дурги (именуемой также Чанди) . Другие названия поэмы — «Чандипат» (санскр. Candîpât), или «Чандипатха» (санскр. Candîpâtha = Candî = имя богини + pâtha = «текст»).
«Деви-махатмья» рассматривается учёными как предпринятая в средние века попытка объединения ведийского мужского пантеона с культом Богини-матери. В «Деви-махатмье» был произведён искусный синтез ряда более ранних мифов о Богине как арийского, так и неарийского происхождения. В тексте также присутствуют ссылки на некоторые аспекты философии санкхья.

## Переводы
- Переводы XIX века[1]:
  - латинский Полея (фр. Louis Poley[4]; нем. Ludwig Poley[5]; с санскр. текстом и примечаниями, Б., 1831);
  - полный английский прозаический Dutt’a (Manmatha Nath Dutt[6]; Калькутта, 1896; скан).

В 2009 году текст Деви-махатмьям был переведен с санскрита на русский Андреем Игнатьевым.